# Neiphiu Rio
Neiphiu Rio (Nagaland, 11 de novembro de 1950) é um político indiano, atual ministro-chefe de Nagaland. Ele também esteve no cargo por três mandatos separados (2003–08, 2008–13 e 2013–14), tornando-o o único ministro-chefe de Nagaland a ter cumprido três mandatos consecutivos. Ele era membro do parlamento de Nagaland em Lok Sabha.

## Biografia e educação
Rio é filho de Guolhoulie Rio, e nasceu na aldeia de Tuophema no distrito de Kohima, pertencente à tribo Angami Naga. Ele recebeu seus primeiros estudos nas escolas Kohima e Sainik, em Purulia, Bengala Ocidental. Ele frequentou a faculdade no St. Joseph's College, em Darjeeling, e mais tarde se formou na Kohima Arts College.
Líder estudantil ativo durante seus dias de escola e faculdade, Rio entrou na política desde muito jovem. Ele chefiou muitas organizações de prestígio antes de se tornar o ministro-chefe de Nagaland. Em 1974, Rio serviu como presidente da ala juvenil da Frente Democrática Unida do Distrito de Kohima (UDF). Em 1984, ele foi nomeado presidente do Conselho de Área de Angami do Norte. Ele também foi vice-presidente honorário do ramo de Nagaland da Sociedade da Cruz Vermelha Indiana.

## Carreira política
Ao ingressar na política, Rio foi eleito pela primeira vez para a Assembleia Legislativa de Nagaland como candidato ao Congresso (I) do distrito eleitoral de Angami-II do Norte durante a 7ª Eleição Geral de 1989. Ele foi nomeado Ministro do Esporte e Educação Escolar e, posteriormente, Ministro do Ensino Superior de Educação Técnica e Arte e Cultura; também atuou como presidente da Nagaland Industrial Development Corporation, da Nagaland Khadi & Village Industries Board e da Development Authority of Nagaland. Rio foi novamente eleito no mesmo círculo eleitoral em 1993 como candidato ao Congresso (I) e nomeado Ministro de Obras e Habitação. Como membro do Congresso Nacional Indiano, Rio foi ministro do Interior de Nagaland como parte do gabinete liderado por S.C. Jamir de 1998 a 2002, quando se demitiu do ministério acusando o ministro-chefe S.C. Jamir de bloquear um acordo negociado da problemática questão de Naga.
Após sua renúncia, Rio se juntou à Frente Popular Naga (NPF), que fez parceria com outros partidos regionalistas Naga e com o ramo estatal do Partido do Povo Indiano (BJP), sob sua liderança, para formar a Aliança Democrática de Nagaland (DAN), uma coalizão que venceu as eleições estaduais de 2003, encerrando o governo de 10 anos do Congresso Nacional Indiano no estado. Posteriormente, Rio assumiu o cargo de ministro-chefe em 6 de março de 2003.
Antes de completar seu primeiro mandato, Rio foi demitido do seu cargo de ministro-chefe quando o Regimento do Presidente foi imposto em Nagaland, em 3 de janeiro de 2008. No entanto, seu partido emergiu como o maior partido nas eleições seguintes e Rio, como líder da DAN, foi convidado pelo governador do estado para formar o governo em 12 de março de 2008. Durante as eleições estaduais de Nagaland em 2013, a NPF ganhou uma maioria esmagadora e Rio foi reeleito como ministro-chefe para um terceiro mandato.

## Prêmios
Rio desempenhou um papel fundamental na criação da Music Task Force, a primeira indústria de música no país. Foi agraciado com o prêmio Madre Teresa Millennium, por sua destacada liderança e contribuição para a política em Calcutá no ano de 2007.

## Vida pessoal
Rio é casado com Kaisa Rio, e eles têm cinco filhas e um filho.